# Scopula punctata
Scopula punctata är en fjärilsart som beskrevs av Giovanni Antonio Scopoli 1763. Scopula punctata ingår i släktet Scopula och familjen mätare. Inga underarter finns listade.